# Barriobusto
Barriobusto en espagnol ou Gorrebusto en basque est une commune ou une contrée appartenant à la municipalité d'Oyón dans la province d'Alava, situé dans la Communauté autonome basque en Espagne.